# Italia Vaniglio
Italia Vaniglio (Pola, 18 gennaio 1926 – Desenzano del Garda, 20 dicembre 2012) è stata una cantante italiana.

## Biografia
Esordisce come cantante di avanspettacolo nel 1940, per poi entrare nell'orchestra del maestro Alberto Semprini, con cui realizza le prime incisioni a 78 giri per La Voce del Padrone; tra i suoi primi successi, nel 1942, L'usignolo triste, uno dei primi testi di Leo Chiosso, e Nebbia, su musica del pistoiese Nino Vallini. Nel 1945 entra nel Trio Gambarelli, con cui cambia genere passando dal melodico al jazz, e con cui farà anche da spalla a Duke Ellington durante la sua prima tournée italiana. Nel 1947 lascia la natia Pola passata dall'Italia alla Jugoslavia.
Nel 1949 diventa la cantante solista dell'orchestra del Maestro Piero Rizza con cui incide alcune canzoni swing come Ho un sassolino nella scarpa e Mamma voglio anch'io un fidanzato (entrambi celebri successi di Natalino Otto).
Nel 1953 sposa l'attore e futuro conduttore televisivo Febo Conti, e l'anno successivo si ritira dall'attività per dedicarsi alla famiglia; sporadicamente, anni dopo, tornerà a cantare accompagnata da noti jazzisti come Franco Cerri, Glauco Masetti e Romano Mussolini. 
Nel 1969 assieme al marito si trasferì a Moniga del Garda (BS) sul lago di Garda dato che Febo Conti fu direttore di Gardaland dal 1976 al 1980.
Nel 1976 ha recitato, insieme al figlio Fabio Conti, nella pellicola Il bocconcino di Romano Scandariato. Muore il 20 dicembre 2012 all'età di 86 anni a seguito di un infarto, molto probabilmente non reggendo al dolore per la scomparsa del marito Febo Conti, avvenuta pochi giorni prima.

## Discografia parziale

### Singoli
- 1944 - L'usignolo è triste (La Voce del Padrone, AV 538)
- 1944 - Mamma voglio anch'io il fidanzato (La Voce del Padrone, AV 539)
- 29 maggio 1944 - Tristezze/Sogno d'amore (La Voce del Padrone, AV 646)
- 19 ottobre 1945 - Al ballo del taglialegna/La paloma(La Voce del Padrone, AV 712)
- 30 luglio 1947 - Baia/Te Quiero" Diuiste (La Voce del Padrone, HN 2240)
- 20 ottobre 1947 - Il lupo e l'agnello/Non mi lasciare (La Voce del Padrone, HN 2246; lato B cantato da Enrico Gentile; con l'orchestra di Piero Rizza)
- 11-20 ottobre 1947 - Non ho più Camel/La famiglia Pirola... ai bagni (La Voce del Padrone, HN 2259; con l'orchestra di Piero Rizza)
- 1947: Non conosco Napoli/Ci rivedremo a Sorrento (Fon, FP 1075; lato A cantato da Aldo Alvi; lato B con Aldo Alvi)
- ---- - September Song/My Foolish Heart (durium, A 9682); lato A dal film Accadde in settembre, lato B dal film Questo mio folle cuore